# تبلد المشاعر

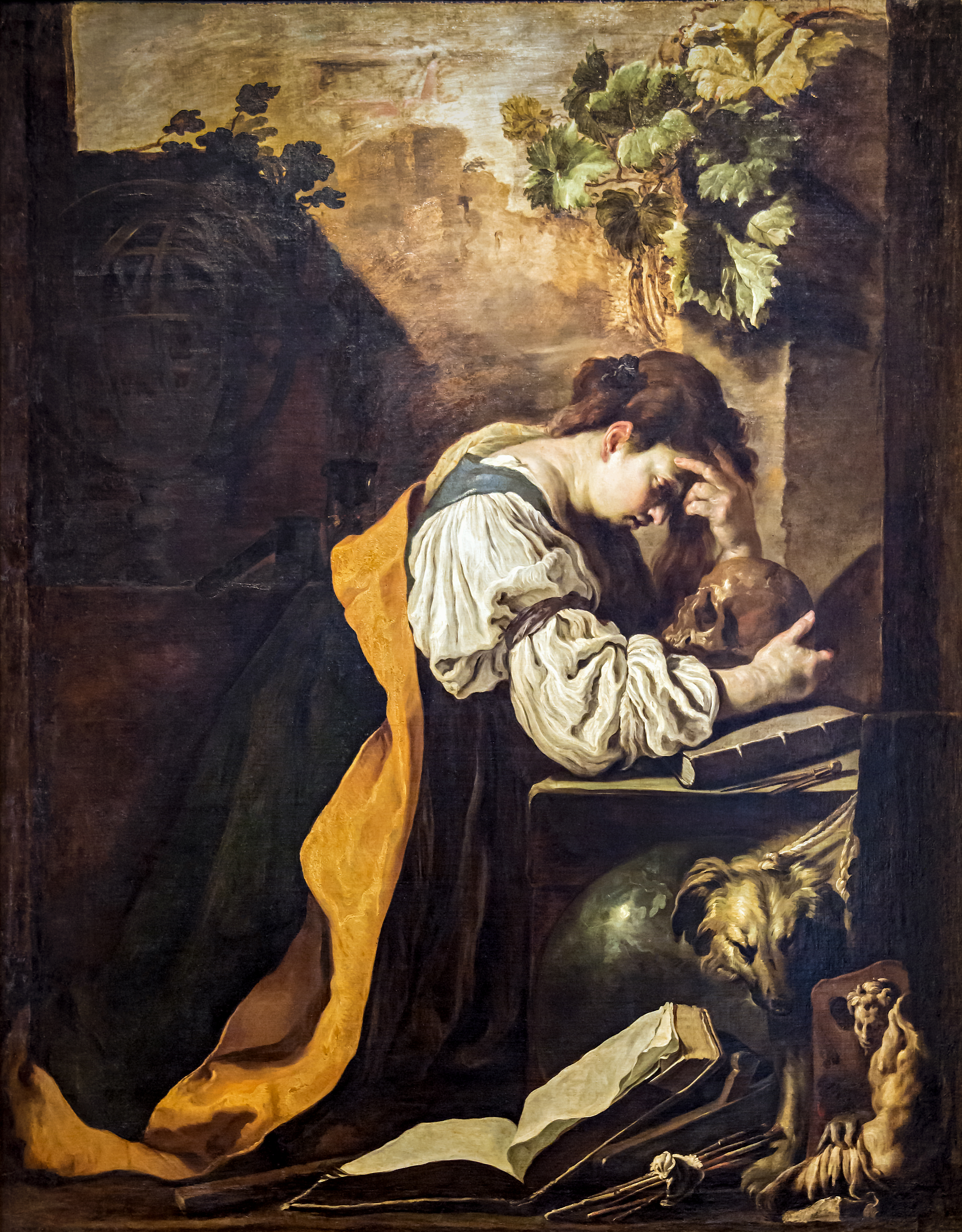

تبلد المشاعر (بالإنجليزية: emotional blunting)‏ أو نقص التأثر (بالإنجليزية: Reduced affect)‏ أو نقص إظهار المشاعر هي حالة من انخفاض أو نقص التفاعل العاطفي في الفرد. وتظهر كفشل في التعبير عن المشاعر إما لفظيًا أو غير لفظيًا، وخصوصًا عند الحديث في الأمور التي من المتوقع عادةً أن تنخرطَ فيها العواطف. وفي هذه الحالة تكون الإيماءات التعبيرية نادرة، بجانب القليل من المظاهر التعبيرية علي الوجه أو الصوت.
يمكن أن يكون تبلد المشاعر أحد أعراض مرض التوحد، والفصام، والاكتئاب، واضطراب ما بعد الصدمة، واضطراب تبدد الشخصية، واضطراب الشخصية الانعزالية أو تلف الدماغ. كما قد يكون أيضا تأثير جانبي لبعض الأدوية (مثل مضادات الذهان ومضادات الاكتئاب).
الأفراد الذين يعانون من تبلد المشاعر يظهرون نشاط دماغي إقليمي مختلف بالمقارنة مع الأفراد النموذجيين.
وينبغي التمييز بين تبلد المشاعر واللامبالاة التي تشير صراحة إلى عدم وجود عاطفة، في حين تبلد المشاعر عدم وجود التعبير العاطفي بغض النظر عما إذا كانت العاطفة متبلدة أم لا.